# Apatow Productions
Pour les articles homonymes, voir Apatow.
Apatow Productions est une société de production cinématographique et télévisuelle américaine créée en 1999 par le producteur, scénariste et réalisateur Judd Apatow.
Le label collabore souvent avec des stars telles que, entre autres, Adam McKay, Will Ferrell, Seth Rogen et Jason Segel.

## Historique
Judd Apatow a fondé l'entreprise en 1999 et a commencé à travailler à la télévision avec Freaks and Geeks. Bien qu'acclamé par la critique, la série ne fait pas un succès d'audience, tout comme Les Années campus. Apatow Productions a cessé de travailler à la télévision pour travailler au cinéma.
Parmi les films produits par la société de production, on peut citer Présentateur vedette : La Légende de Ron Burgundy, 40 ans, toujours puceau, Ricky Bobby : roi du circuit, En cloque, mode d'emploi, SuperGrave, Sans Sarah, rien ne va !, Frangins malgré eux et Délire express qui en plus d'être pour la plupart acclamé par la critique, sont des énormes succès commerciaux.
On peut également citer Walk Hard - L'histoire de Dewey Cox et Funny People, qui n'ont pas obtenu le succès espéré, mais ont été encensés par la critique.
En plus de trois films qu'a réalisé Apatow, la société a également produit des films d'autres réalisateurs, y compris Adam McKay (Présentateur vedette : La Légende de Ron Burgundy, Ricky Bobby : roi du circuit, Frangins malgré eux), Greg Mottola ( SuperGrave), Jake Kasdan (Walk Hard - L'histoire de Dewey Cox ), Steven Brill (Drillbit Taylor, garde du corps), Nicholas Stoller (Sans Sarah, rien ne va !, American Trip, Cinq ans de réflexion), David Gordon Green (Délire Express ) et Harold Ramis (L'An 1 : Des débuts difficiles (Year One)).

## Filmographie

### Télévision
- 1999 - 2000 : Freaks and Geeks (série télévisée)
- 2001 - 2002 : Les Années campus (Undeclared) (série télévisée)
- 2012 - 2017 : Girls (série télévisée)
- 2016 - 2018 : Love (série télévisée)

### Cinéma
- 2004 : Présentateur vedette : La Légende de Ron Burgundy (Anchorman : The Legend of Ron Burgundy), d'Adam McKay
- 2004 : Wake Up, Ron Burgundy: The Lost Movie (vidéo), d'Adam McKay
- 2005 : 40 ans, toujours puceau (The 40 Year-Old Virgin), de Judd Apatow
- 2006 : Ricky Bobby : Roi du circuit (Talladega Nights : The Ballad of Ricky Bobby), d'Adam McKay
- 2007 : En cloque, mode d'emploi (Knocked Up), de Judd Apatow
- 2007 : SuperGrave (Superbad), de Greg Mottola
- 2007 : Walk Hard - L'histoire de Dewey Cox (Walk Hard: The Dewey Cox Story), de Jake Kasdan
- 2007 : Sans Sarah, rien ne va ! (Forgetting Sarah Marshall), de Nicholas Stoller
- 2008 : Drillbit Taylor, garde du corps (Drillbit Taylor), de Steven Brill
- 2008 : Frangins malgré eux (Step Brothers), d'Adam McKay
- 2008 : Délire Express (Pineapple Expreess), de David Gordon Green
- 2009 : L'An 1 : Des débuts difficiles (Year One), d'Harold Ramis
- 2009 : Funny People, de Judd Apatow
- 2010 : American Trip (Get Him to the Greek), de Nicholas Stoller
- 2011 : Mes meilleures amies (Bridesmaids), de Paul Feig
- 2012 : Peace, Love et plus si affinités (Wanderlust), de David Wain
- 2012 : 5 ans de réflexion (The Five-Year Engagment), de Nicholas Stoller
- 2012 : 40 ans : Mode d'emploi (This Is 40), de Judd Apatow
- 2013 : New York Melody (Begin Again) de John Carney
- 2022 : La Bulle (The Bubble) de Judd Apatow